# Naviganti coraggiosi
Naviganti coraggiosi (Down to the Sea in Ships) è un film del 1949 diretto da Henry Hathaway.

## Trama
Il capitano Bering Joy, un vecchio comandante di nave baleniera, rifiuta il pensionamento propostogli dalla compagnia di navigazione e parte per un nuovo viaggio a caccia di cetacei. Egli ha portato con sé il nipote Jed, un ragazzino di dieci anni, per fargli intraprendere la carriera di baleniere (mestiere nel quale la famiglia Joy si distingue da oltre duecento anni). La compagnia ha però imposto la presenza sulla nave del giovane capitano Lunceford come secondo ufficiale e il comandante Joy, inizialmente scettico nei confronti della sua formazione accademica, decide di affidargli il nipotino. Alla fine dell'avventuroso viaggio Jed avrà imparato molto da Lunceford ma avrà anche compreso che occorre un'intera vita per diventare un autentico comandante come nonno Bering.

## Produzione
Il film venne prodotto dalla Twentieth Century Fox.

## Distribuzione
Distribuito dalla Twentieth Century Fox, il film fu proiettato in prima a New York il 22 febbraio del 1949.